# Lagen om anställningsskydd
Lag om anställningsskydd (1982:80), förkortat LAS, är i Sverige den lag som reglerar anställningsförhållandet (mellan arbetstagare och arbetsgivare), bland annat vilka regler som gäller vid anställning, uppsägning och avskedande.
Den nuvarande lagen antogs 1982, och ersatte då den tidigare LAS (1974:12), ursprungligen namngiva Åmanlagarna efter Valter Åman som lade fram utredningen vilket resulterade i ursprungslagen. LAS gäller för alla arbetstagare med undantag för de i företagsledande ställning. Lagen är semidispositiv och kan inskränkas genom kollektivavtalsskrivelser.
Den 18 juni 2019 fattades beslut om att förlänga arbetsskyddet från 67 till 69 års ålder. Lagen trädde gradvis i kraft och den 1 januari 2020 höjdes åldern till 68 år och den 1 januari 2023 höjdes åldern slutgiltigt till 69 år. I enlighet med överenskommelse i Januariavtalet tillsattes samma år en utredning om att "modernisera" lagen.

## Historik
I Lag om anställningsskydd infördes bland annat regler om anställningsformer (t.ex. provanställning och visstidsanställning vid tillfällig arbetsanhopning). Tidigare har ingen enskild lag samlat allmänna regler för detta, utan det var i stället utspritt över olika legostadgar och andra författningar för vissa yrkeskategorier. I övrigt har rättsbildning kring anställningsavtal främst skett genom överenskommelser mellan arbetsmarknadens parter samt genom rättspraxis.
Uppsägningsrätten har också den främst reglerats genom avtal. Svenska Arbetsgivareföreningen (SAF, numera Svenskt Näringsliv) höll länge på den princip som 1905 formulerats i deras stadga §23 (senare §32) att det stod arbetsgivaren helt fritt att anta och avskeda arbetare efter eget kynne. Uppsägningsrätten har därför inskränkts genom lag endast i vissa fall. Bland annat lagstiftades mot uppsägning på grund av fackföreningstillhörighet 1936, med anledning av värnpliktstjänstgöring eller graviditet 1939 samt på grund av skyddsombudsverksamhet 1949.
Den allmänna regleringen av dessa frågor genom avtal eller sed innebar ett successivt närmande av parterna i fråga om att saklig grund var brukligt vid uppsägning. Denna samsyn bröts dock 1932, då Arbetsdomstolen slog fast att detta endast gällde om det explicit överenskommits genom kollektivavtal. Därefter och fram till LAS införande har uppsägningsrätten fortsatt reglerats i lokala och centrala avtal, bland annat huvudavtalet från 1938 varigenom arbetsgivaren blev skyldig att ange skäl för uppsägning.

## Sakliga skäl
Enligt 7 § LAS får en tillsvidareanställd inte sägas upp utan sakliga skäl. Sakliga skäl för uppsägning kan föreligga i två situationer, antingen vid arbetsbrist (t.ex. att det saknas arbetsuppgifter eller uppdrag, att företaget saknar pengar eller att verksamheten på annat sätt skall omorganiseras) eller av personliga skäl (misskötsel av olika slag). En anställd som missköter sig grovt kan också avskedas enligt 18 § LAS. I regel är uppsägning av personliga skäl möjlig först efter fullgjord omplaceringsutredning och eventuella omplaceringsförsök.
Om en arbetstagare blivit uppsagd av personliga skäl utan att saklig grund kunnat visas, kan uppsägningen förklaras ogiltig av domstol (34 §, första stycket LAS). Under en sådan tvist består inte anställningen. Däremot är det lättare att få a-kassa då tvist pågår (34 §, andra stycket). Arbetsgivaren ges möjlighet att lösa sig från ett anställningsförhållande genom att betala skadestånd, vilket bland annat baseras på arbetstagarens anställningstid och ålder.

## Ålder eller sjukdom
Ålder (under 69) utgör i sig inte saklig grund för uppsägning. Däremot kan sjukdom medföra saklig grund för uppsägning av personliga skäl. Det kräver dock att sjukdomen förhindrar den anställda att utföra de arbetsuppgifter han/hon är anställd för och arbetsgivaren saknar möjlighet att erbjuda anpassade eller alternativa arbetsuppgifter. Härvid ställs höga krav på att arbetsgivaren har försökt att rehabilitera den anställde innan uppsägningen kan ske med saklig grund. Vad som menas med "sjukdom" kan exempelvis vara kronisk alkoholism, vilken enligt rättspraxis betraktas som sjukdom.[källa behövs]

## Turordningsreglerna
Om anställda sägs upp på grund av arbetsbrist ska det ske enligt en viss turordning. Turordningsregeln återfinns i 22 § LAS och innebär att arbetstagare med längre anställningstid har företräde framför arbetstagare med kortare anställningstid under förutsättning att arbetstagaren har tillräckliga kvalifikationer. Vid lika anställningstid ger högre ålder företräde. En turordningslista upprättas normalt per driftenhet. Turordningsreglerna är försedda med flera undantag och kan dessutom åsidosättas genom kollektivavtal. Se även AD 2009:50.
Den som blir uppsagd har sedan företrädesrätt till återanställning (25 § LAS) på samma företag, alltså att man har rätt till arbete om något blir ledigt. Detta gäller endast om man har arbetat sammanlagt minst ett år de senaste tre åren på samma företag. Förturen gäller endast under uppsägningstiden och nio månader framåt. Man måste själv anmäla att man vill bli återanställd.
Den som har ett deltidsarbete men vill arbeta mer kan anmäla det till arbetsgivaren för att få företräde om arbetsgivaren behöver mer arbetskraft, men då måste man klara av de nya uppgifterna.
Lagen bestämmer också uppsägningstiden (11 § LAS). Den kortaste är en månad och den har alla rätt till. Man kan få längre uppsägningstid: Om det är arbetsgivaren som sagt upp och om man varit anställd i minst två år på samma arbetsplats får man en uppsägningstid på två månader och ytterligare en månad för varje tvåårsperiod man varit anställd, upp till sex månader. Arbetstagaren har alltså rätt till en uppsägningstid av:
- två månader, om den sammanlagda anställningstiden hos arbetsgivaren är två till fyra år
- tre månader, om den sammanlagda anställningstiden är fyra till sex år
- fyra månader, om den sammanlagda anställningstiden är sex till åtta år
- fem månader, om den sammanlagda anställningstiden är åtta år till tio år
- sex månader, om den sammanlagda anställningstiden är minst tio år

Grundregeln är att arbetstagaren ska arbeta åt arbetsgivaren under uppsägningstiden om arbetsgivaren begär det (13 § LAS). Arbetstagaren kan av arbetsgivaren ges rätt att ta annan anställning under uppsägningstiden, men sådana inkomster dras från uppsägande arbetsgivares löneutbetalning, eller att uppsägningstiden avslutas.
Men om en anställd har begått grövre brott i samband med arbetet, såsom stöld eller misshandling av någon på arbetet kan han eller hon i vissa fall bli avskedad utan uppsägningstid (18 §). Reglerna om uppsägningstid kan åsidosättas genom kollektivavtal under förutsättning att avtalet slutits av en central arbetstagarorganisation.
LAS anses av sina förespråkare skapa trygghet hos anställda eftersom de genom lagen skyddas från godtycke vid uppsägningar. För att folk ska våga köpa hus och annat, behövs en trygg anställning. Kritikerna menar dock att det finns brister. De anser till exempel att "Sist in, först ut"-regeln är dålig på det sätt att det kan bli svårare för arbetslösa att etablera sig på arbetsmarknaden, samt att ett starkt skydd skapar inlåsningseffekter och minskad dynamik.
Kravet på tillräckliga kvalifikationer, som är en förutsättning för "Sist in, först ut", kan leda till svåra gränsdragningar som ytterst får avgöras av AD.

## Tidsbegränsade anställningar
Lagen skyddar i första hand tillsvidareanställda (fastanställda) arbetstagare. Tidsbegränsat anställda kan få anställningen avslutad utan turordningsregler och med kort uppsägningstid. Däremot fastställs (5 § LAS) att om en arbetstagare har haft tidsbegränsade anställningar hos samma arbetsgivare totalt två år under en femårsperiod, så övergår anställningen till en tillsvidareanställning. Detta kallas att bli inlasad. Om den tidsbegränsade anställningen inte förlängs, en kort tid innan man skulle ha fått en tillsvidareanställning blir man utlasad.
I 6 §, första stycket stadgas att arbetsgivare och arbetstagare också kan sluta avtal om provanställning. En sådan anställning får vara i högst 6 månader (kan förhandlas om genom kollektivavtal, se 2 §, tredje stycket), och bara en gång per arbetstagare/arbetsgivare-par.[källa behövs] Arbetsgivaren kan avbryta provanställningen med två veckors varsel och utan motivering (se om avbrytande, 6 §, tredje stycket). Det kan förekomma andra tider för varsel i kollektivavtal.

## Undantag
Det händer att fackföreningar genom kollektivavtal kommer överens med företag att frångå turordningsreglerna och principen om företrädesrätt till återanställning, mot kompensation till arbetstagaren i form av till exempel längre uppsägningstid. Denna avtalsfrihet genom kollektivavtal regleras i den något långa 2 § LAS. §:n detaljerar inte bara vilka regler som kan frångås, utan också på vilken nivå inom en fackförening som kollektivavtal måste vara slutna på. Vissa paragrafer kan frångås genom vilket kollektivavtal som helst, och vissa kräver att kollektivavtalet slutits – eller åtminstone godkänts – på central nivå. För chefer, och inom bemanning/konsulter, är det vanligt att frångå turordning, med längre uppsägningstid, om t.ex. en bemanningsperson har blivit impopulär hos kunden.
Lagen reglerar även det skadestånd en arbetsgivare ska utge till en arbetstagare vars uppsägning eller avskedande blivit ogiltigförklarad i domstol och då arbetsgivaren vägrar att rätta sig efter domen (39 §). Skadeståndet är mellan 6 och 32 månadslöner beroende på anställningstid och ålder.
Lagen gäller i princip inte för de som är i företagsledande ställning (1 §, andra stycket, första punkten). Dessa brukar dock ha bindande avtal med arbetsgivaren, vanligen med längre uppsägningstid (högre avgångsvederlag), ofta ett till två år, men rätt för arbetsgivaren att säga upp anställningen utan motivering.
Lagen gäller inte heller arbetsgivarens familj (1 §, andra stycket, andra punkten), eller de som är anställda för arbete i arbetsgivarens hushåll (tredje punkten), eller som är anställda med särskilt anställningsstöd, i skyddat arbete eller i utvecklingsanställning (fjärde punkten).

## "LAS-avtalet" PTK-SN oktober 2020
Efter förhandlingar i vilka även LO deltog undertecknade PTK och Svenskt Näringsliv (SN), men inte LO den 16 oktober 2020 ett utkast till ett nytt huvudavtal, även kallat LAS-avtalet. Efter ytterligare förhandlingar anslöt sig LO-förbunden IF Metall och Kommunal den 4 december 2020 till avtalet samt LO den 10 november 2021. Avtalet innebär bland annat att arbetsgivaren vid uppsägningar tillåts göra tre undantag från turordningen oberoende av företagets storlek istället för två undantag i företag med högst tio anställda. Avtalet följs 2022 upp av motsvarande förändringar av LAS.